# Boris Kodjoe
Boris Frederic Cecil Tay-Natey Ofuatey-Kodjoe (* 8. března 1973, Vídeň, Rakousko), více známý jako Boris Kodjoe, je rakouský herec s německými a ghanskými kořeny. Proslavil se díky roli Kelbyho ve filmu Karamelka (2002) a díky roli Damona Cartera v dramatickém seriálu Soul Food. Mimo to se objevil také v seriálech Poslední chlap na Zemi. Od roku 2018 hraje v seriálu stanice ABC Station 19.
Dne 21. května 2005 si v Německu vzal herečku Nicole Ari Parker, se kterou se seznámil při natáčení seriálu Soul Food. V březnu roku 2005 se jim narodila dcera, která byla diagnostikována s rozštěpem páteře. Syn se jim narodil v říjnu 2006.

## Filmografie

### Film
| Rok  | Název                              | Role                 | Poznámky |
| ---- | ---------------------------------- | -------------------- | -------- |
| 2000 | Láska a basket                     | Jason                |          |
| 2002 | Karamelka                          | Kelby Dawson         |          |
| 2004 | Těžké časy                         | Michael Mitchell     |          |
| 2005 | Gospel                             | David Taylor         |          |
| 2006 | Divná sešlost                      | Frankie Henderson    |          |
| 2007 | All About Us                       | Edward Brown         |          |
| 2007 | Alice Upside Down                  | Mr. Edgecombe        |          |
| 2008 | Hvězdná pěchota 3: Skrytý nepřítel | General Dix Hauser   |          |
| 2009 | Náhradníci                         | Stone                |          |
| 2010 | The Confidant                      | Nigel Patterson      |          |
| 2010 | Resident Evil: Afterlife           | Luther West          |          |
| 2012 | Resident Evil: Odveta              | Luther West          |          |
| 2013 | Baggage Claim                      | Graham               |          |
| 2013 | Nurse 3D                           | Detective John Rogan |          |
| 2014 | Addicted                           | Jason Reynard        |          |
| 2017 | Ferdinand                          | Klaus (hlas)         |          |
| —    | Nicole and O.J.                    | O.J. Simpson         |          |

### Televize
| Rok                   | Název                                | Role                         | Poznámky                                                    |
| --------------------- | ------------------------------------ | ---------------------------- | ----------------------------------------------------------- |
| 1998                  | The Steve Harvey Show                | Dexter                       | díl: „Every Boy Needs a Teacher“                            |
| 2000                  | For Your Love                        | Terrence                     | díl: „The French Lesson“                                    |
| 2003                  | Bostonská střední                    | Coach Derek Williams         | 3 díly                                                      |
| 2003                  | Street Time                          | Bowman Calloway              | díly: „High Holly Roller“ a „Cop Killer“                    |
| 2003                  | All of Us                            | Marcus                       | díl: „Uncle Marcus Comes to Dinner“                         |
| 2004                  | Eve                                  | Kevin                        | díl: „Valentine's Day Reloaded“                             |
| 2000–2001, 2003, 2004 | Soul Food                            | Damon Carter                 | hlavní orle, 27 dílů                                        |
| 2004–2005             | Second Time Around                   | Jackson Muse                 | hlavní role, 13 dílů                                        |
| 2006                  | If You Lived Here, You'd Be Home Now | Brad                         | neprodaný televizní pilotní díl                             |
| 2007                  | Drzá Jordan                          | detektiv Elliot Chandler     | díl: „Post Hoc..." and "In Sickness & in Health“            |
| 2007                  | Profesionálky                        | Simon Perry                  | díl: „Blind Dates and Bleeding Hearts“                      |
| 2007                  | Plastická chirurgie s. r. o.         | Elton Forrest                | díl: „Chaz Darling“                                         |
| 2010                  | Mr. & Mrs. Bloom                     | Steven Bloom                 | hlavní role, 13 dílů                                        |
| 2012                  | Scruples                             | Josh Hillman                 | neprodaný televizní pilotní díl                             |
| 2012                  | Franklin a Bash                      | Nolan Tate                   | díl: „Last Dance“                                           |
| 2012                  | Děsivé podezření                     | detektiv Joe Moran           | TV film                                                     |
| 2013–2016             | Real Husbands of Hollywood           | Sám sebe                     | reality-show, hlavní role                                   |
| 2014                  | Members Only                         | Deacon                       | neprodaný televizní pilotní díl                             |
| 2014                  | The Chase                            | Sám sebe                     | díl: „Starry Eyed: Celebrity Episode“                       |
| 2014                  | Vzpomínky                            | zvláštní agent Francis Simms | díly: „New Hundred“ a „The Haircut“                         |
| 2015–2016             | Poslední chlap na Zemi               | Philip Stacy "Phil" Miller   | vedlejší role, 12 dílů                                      |
| 2015                  | The Boris & Nicole Show              | Sám sebe/moderátor           | talk-show, 25 dílů                                          |
| 2016                  | Cape Town                            | Sanctus Snook                | mini-série, 6 dílů                                          |
| 2016–2018             | Code Black                           | Dr. Will Campbell            | hostující role (1. řada), hlavní role (2.–3. řada), 33 dílů |
| 2017                  | Tales                                | Ray Vance                    | díl: „Fuck the Police“                                      |
| 2017                  | Marlon                               | Devon                        | díl: „Pilot“                                                |
| 2018–2024             | Station 19                           | Robert Sullivan              | hlavní role                                                 |
| 2018                  | Domek z karet                        | Brett Cole                   |                                                             |
| 2019                  | Bitva playbacků                      | Sám sebe                     | díl: „Boris Kodjoe vs. Nicole Ari Parker“                   |
| 2019                  | Chirurgové                           | Robert Sullivan              | díl: „What I Did For Love“                                  |

## Ocenění a nominace
| Rok  | Ocenění                      | Kategorie                                                | Nominovaný za              | Výsledek |
| ---- | ---------------------------- | -------------------------------------------------------- | -------------------------- | -------- |
| 2002 | NAACP Image Awards           | nejlepší mužský herecký výkon ve vedlejší roli (drama)   | Soul Food                  | nominace |
| 2003 | NAACP Image Awards           | nejlepší mužský herecký výkon ve vedlejší roli (film)    | Karamelka                  | nominace |
| 2003 | NAACP Image Awards           | nejlepší mužský herecký výkon ve vedlejší roli (drama)   | Soul Food                  | nominace |
| 2003 | NAMIC Vision Awards          | nejlepší herecký výkon (drama)                           | Soul Food                  | nominace |
| 2004 | NAACP Image Awards           | nejlepší mužský herecký výkon ve vedlejší roli (drama)   | Soul Food                  | nominace |
| 2013 | Black Reel Awards            | nejlepší mužský herecký výkon ve vedlejší roli           | Děsivé podezření           | nominace |
| 2014 | Acapulco Black Film Festival | nejlepší filmové obsazení                                | Baggage Claim              | nominace |
| 2014 | NAACP Image Awards           | nejlepší mužský herecký výkon ve vedlejší roli (komedie) | Real Husbands of Hollywood | nominace |
| 2015 | NAACP Image Awards           | nejlepší mužský herecký výkon ve vedlejší roli (komedie) | Real Husbands of Hollywood | nominace |